# Université d'agriculture Sokoine
L'université d'agriculture Sokoine (en anglais : Sokoine University of Agriculture) est une université publique tanzanienne située à Morogoro.
Depuis 2000, l'université abrite le centre de formation d'APOPO, une ONG belge, qui forme des cricetomys gambianus, cricétomes des savanes ou rats géants, au déminage.

## Source
- (en) Cet article est partiellement ou en totalité issu de l’article de Wikipédia en anglais intitulé « Sokoine University of Agriculture » (voir la liste des auteurs).